# Grammy Awards de 1998
A 40.ª cerimônia anual do Grammy Awards foi realizada em 25 de fevereiro de 1998, no Radio City Music Hall, em Nova Iorque. Apresentada por Kelsey Grammer e televisionada pela CBS, o evento contemplou trabalho de melhores gravações, composições e artistas do ano dentro do período de 1997.
O cantor norte-americano Bob Dylan venceu três das principais categorias, incluindo Álbum do Ano. Na ocasião, R. Kelly e Alison Krauss também se destacaram.

## Indicados e vencedores

### Geral
| Gravação do Ano - "Sunny Came Home" – Shawn Colvin - "Where Have All the Cowboys Gone?" – Paula Cole - "Everyday Is a Winding Road" – Sheryl Crow - "MMMBop" – Hanson - "I Belive I Can Fly" – R. Kelly           | Álbum do Ano - Time Out of Mind – Bob Dylan - The Day – Babyface - This Fire – Paula Cole - Flaming Pie – Paul McCartney - OK Computer – Radiohead |
| Canção do Ano - "Sunny Came Home" – Shawn Colvin - "Don't Speak" – No Doubt - "How Do I Live" – LeAnn Rimes e Trisha Yearwood - "I Belive I Can Fly" – R. Kelly - "Where Have All the Cowboys Gone?" – Paula Cole | Artista Revelação - Paula Cole - Fiona Apple - Erykah Badu - Puff Daddy - Hanson                                                                   |

### Pop
| Melhor Performance Feminina Pop - "Building a Mystery" – Sarah McLachlan - "Butterfly" – Mariah Carey - "Where Have all the Cowboys Gone?" – Paula Cole - "Sunny Came Home" – Shawn Colvin - "Foolish Games" – Jewel | Melhor Performance Masculina Pop - "Candle in the Wind 1997" – Elton John - "Every Time I Close My Eyes" – Babyface - "Whenever Wherever Whatever" – Maxwell - "Fly Like an Eagle" – Seal - "Barely Breathing" – Duncan Sheik                                                                           |
| Melhor Performance Pop Por uma Dupla ou Grupo - "Virtual Insanity" – Jamiroquai - "Silver Springs" – Fleetwood Mac - "MMMBop" – Hanson - "Don't Speak" – No Doubt - "Anybody Seen My Baby?" – The Rolling Stones     | Melhor Vocal Pop Colaborativo - "Don't Look Back" – John Lee Hooker e Van Morrison - "How Come, How Long" – Babyface e Stevie Wonder - "God Bless the Child" – Tony Bennett e Billie Holiday - "I Finally Found Someone" – Barbra Streisand e Bryan Adams - "Tell Him" – Barbra Streisand e Celine Dion |
| Melhor Performance Instrumental Pop - "Last Dance" – Sarah McLachlan - "Song for My Brother" – George Benson - "An Gaoth Arenas" – The Chieftains - "Havana" – Kenny G - "Soulful Strut" – Grover Washington, Jr.    | Melhor Álbum Vocal de Pop - Hourglass – James Taylor - This Fire – Paula Cole - The Dance – Fleetwood Mac - Travelling Without Moving – Jamiroquai - Surfacing – Sarah McLachlan |

### Dance
| Melhor Gravação de Dance - "Carry On" – Donna Summer e Giorgio Moroder - "Da Funk" – Daft Punk - "Ooh Aah... Just a Little Bit" – Gina G - "To Step Aside" – Pet Shop Boys - "Space Jam" – Quad City DJ's |